# Hőgyész
Hőgyész là một làng thuộc hạt Tolna, Hungary. Làng này có diện tích 37,15 km², dân số năm 2010 là 2914 người, mật độ 78 người/km².